# Amád Ben Júnesz
Imed Ben Younes (1974. június 16. –) tunéziai labdarúgócsatár.